# Позитивна економија
Позитивна економија је једна од основних економских токова која се бави економском реалношћу каква јесте, односно описује економске феномене. Фокусирана је на чињеницама односа узрока и ефекта и обухвата развој економске теорије.
Позитивна економија као наука анализира економска понашања, а успоставио ју је Робинс 1932, док је у данашњем облику дефинисана 1947. године од стране нобеловца Пола Самјуелсона.
Циљ успостављања овог економског ток јесте научно објашњавање привредне функције проучавајући је. Због тога позитивна економија може да одговори на питања због чега се нешто десило али не може да даје савете шта чинити даље. Да би дала одговоре на ефекте одређеног економског поступка или феномена она проучава на који начин друштво доноси одлуке о производњи, расподели и размени добара и услуга. Истовремено може да објасни због чега се нешто дешава у привреди и да даје прогнозе и предвиђања како ће привреда и друштво реаговати на промене.

## Разлике између позитивне и нормативне економије
Позитивна економија се од нормативне економије разликује по циљевима и задацима. Иако обе економске гране проучавају економију у целини, за разлику од позитивне економије која проучавајући феномене даје објашњења и закључке, нормативна економија даје савете шта и како треба чинити не би ли се добио жељени резултат.